# Vive la Tarde
Vive la Tarde es un programa de variedades y entretenimiento emitido por Telefuturo es conducido por Patty Orue Melissa Quiñónez, Kiara Coronel, Carlitos Ortellado, Pitu Willis, y Óscar Pintos en el bloque de cocina. Además de Clara Franco y Gustavo Corvalán en el bloque de humor.

## Historia

### Sanción a conductores del programa
El 7 de junio de 2024, se informó que Patty Orué, Carlos Ortellado, Nathu González y Oscar Pintos fueron «sancionados» después de que no se presentaran para la emisión del lunes 3 de junio porque habían viajado a Perú para promocionar una agencia de viajes y el vuelo en el que tendrían que volver fue cancelado, por lo tanto, no llegaron a tiempo al país. En respuesta a la situación, los productores convocaron a Daniel Willigs, Kassandra Frutos, Leonardo Rivas y Daniel Marco, quienes se encargaron del programa durante tres días, ya que los mencionados anteriormente se presentaron recién el miércoles y no se les dejó volver a sus puestos de trabajo. Orué, Ortellado, González y Pintos retomaron sus puestos el jueves 6 de junio.